# 24981 Shigekimurakami
24981 Shigekimurakami è un asteroide della fascia principale. Scoperto nel 1998 da Akimasa Nakamura, presenta un'orbita caratterizzata da un semiasse maggiore pari a 2,1698899 UA e da un'eccentricità di 0,1492072, inclinata di 4,99307° rispetto all'eclittica.
L'asteroide è stato così chiamato in onore dell'astrofilo giapponese Shigeki Murakami.